# Epaminondas
Epaminondas (en griego: Ἐπαμεινώνδας, ; h. 418 a. C.-362 a. C.) fue un general y político griego del siglo IV a. C., quien convirtiera la polis de Tebas en la nueva potencia hegemónica de Grecia, sustituyendo a Esparta.
Epaminondas redibujó el mapa político de Grecia, fragmentó antiguas alianzas, creó nuevas y supervisó la construcción de ciudades enteras. También tuvo gran influencia militar, inventando e implementando diversas y muy importantes tácticas de batalla. Antes de su mandato, Tebas se encontraba en una situación de dominio espartano. Epaminondas logró mejorar la capacidad militar de Tebas para situarla en una posición preeminente dentro de la política de Grecia, creando lo que se conocería como la hegemonía tebana. En el proceso acabó con la supremacía militar espartana en la batalla de Leuctra y liberó a los ilotas de Mesenia, un grupo de griegos del Peloponeso que habían sido reducidos a la servidumbre bajo el dominio de Esparta durante unos 200 años.
El orador romano Cicerón le llamó el primer hombre de Grecia, si bien Epaminondas ha caído en una relativa oscuridad en los tiempos modernos. Los cambios que Epaminondas llevó al orden político griego no le sobrevivieron mucho tiempo, dado que el ciclo de hegemonías y alianzas todavía no se había estabilizado. Tan solo 27 años después de su muerte, Tebas fue destruida por Filipo II de Macedonia, batalla en la que también participó su hijo Alejandro Magno. Por todo ello, Epaminondas no es recordado tanto como un idealista y liberador (como se le vio en su tiempo), sino por una década de campañas (desde 371 hasta 362 a. C.) que dieron forma y fuerza a los grandes poderes de Grecia y que pavimentó el camino para la posterior conquista macedonia.

## Juventud, educación y vida personal

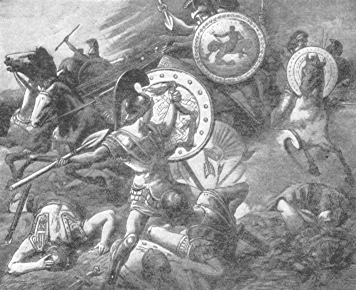
Epaminondas salvando la vida de Pelópidas.

### Leuctra

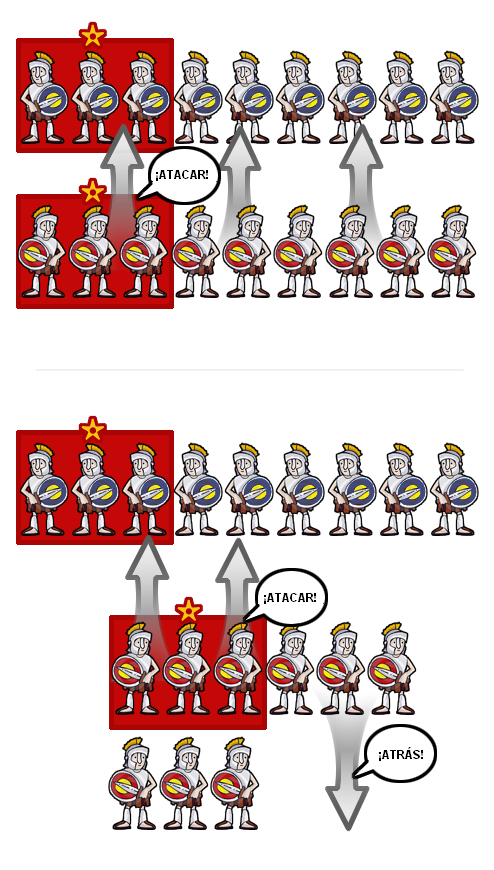
En la parte superior se describe el orden de batalla hoplita habitual, mientras que en la parte inferior aparece la estrategia de Epaminondas en Leuctra. El ala izquierda, más fuerte, avanza, mientras que la débil ala derecha retrocede. Los bloques rojos muestran la localización de las tropas de élite en cada falange.

### Primera Invasión del Peloponeso

Antigua Grecia.